# Кортезе, Валентина
Валентина Кортезе, или Валентина Кортеза (итал. Valentina Cortese; 1 января 1923 — 10 июля 2019) — итальянская актриса театра и кино.

## Биография
Кортезе начала сниматься в Италии в 1941 году. Её актёрская карьера в США началась после выхода фильма «Дом на телеграфном холме» в 1951 году, в котором она играла со своим будущим мужем Ричардом Бейсхартом. Они поженились в том же году, а спустя 9 лет развелись. От этого брака у Валентины остался сын — актёр Стефано Патрици.
На сцене выступала в миланском Театро Пикколо, играла в постановках Джорджо Стрелера. В кино её снимали Жюль Дассен, Джозеф Лео Манкевич, Антониони, Феллини, Франсуа Трюффо, Джозеф Лоузи, Марио Моничелли, Стэнли Крамер, Терри Гиллиам и многие другие крупные режиссёры.
В 1950 сыграла роль княжны Таракановой в фильме «В тени орла», в 1962 — роль Элеоноры Дузе в фильме «Врач из Сан-Микеле». В 1974 году за роль в фильме «Американская ночь» она была номинирована на «Оскар» как лучшая актриса второго плана. Премия была присуждена Ингрид Бергман за роль в фильме «Убийство в Восточном экспрессе», которая, выйдя на сцену, сказала: «Это несправедливо. Эту премию нужно присудить Валентине Кортезе. Она её заслужила».
В 1977 году Кортезе снялась в мини-сериале Франко Дзеффирелли «Иисус из Назарета», где сыграла Иродиаду.

## Избранная фильмография
- 1941 — Первая любовь — Нерина Реди
- 1949 — Воровское шоссе — Рика
- 1949 — Малайя — Луана
- 1949 — Чёрная магия — Зораида
- 1951 — Дом на Телеграфном холме — Виктория Ковельска
- 1952 — Засекреченные люди — Мария
- 1954 — Босоногая графиня — Элеанора Торлато-Фаврини
- 1954 — Свадьба — Наталья Стефановна Чубукова
- 1955 — Подруги — Нэнэ
- 1961 — Варавва — Джулия
- 1963 — Девушка, которая слишком много знала — Лаура Кравен-Торрани
- 1964 — Визит —  Матильда Миллер (в девичестве Ковач), жена Сержа Миллера
- 1965 — Джульетта и духи — Валентина
- 1966 — Чёрное солнце — Мария
- 1970 — Капризы Марии
- 1971 — Первая любовь — Мать
- 1971 — Лодка на траве — Кристина
- 1972 — Брат Солнце, сестра Луна — Пика ди Бернардон
- 1972 — Убийство Троцкого — Наталья Седова-Троцкая
- 1973 — Американская ночь — Северин
- 1976 — Суперплут — Вдова
- 1977 — Иисус из Назарета — Иродиада
- 1980 — Когда кончилось время — Роуз Вальдес
- 1988 — Приключения барона Мюнхаузена — королева Ариадна
- 1991 — Спальня Бастера — Стефания Танненбаум
- 1993 — Воробей — игуменья

## Премии
- BAFTA 1974 — «Лучшая актриса второго плана» («Американская ночь»)